# Лецка
Лецка (пол. Lecka) — розташоване на Закерзонні село в Польщі, у гміні Блажова Ряшівського повіту Підкарпатського воєводства.
Населення — 886 осіб (2011).

## Етнографія
Лінгвісти зараховували жителів разом з довколишніми селами до замішанців — проміжної групи між лемками і надсянцями.

## Історія
Село вперше згадується 1589 р. як «Воля Лецка», належало до Тичинського ключа Перемишльської землі Руського воєводства.
Село знаходиться на заході Надсяння, де внаслідок примусового закриття церков у 1593 р. українське населення зазнало латинізації та полонізації. В архіві римо-католицької парафії Блажова зберігся документ 1637 р. про необхідність вигнання русинів з сіл Блажова, Бялка і Лецка. Греко-католики села належали до парафії Близенька, яка входила до Дуклянського деканату, а з 1843 р. — до Короснянського деканату Перемишльської єпархії. Після набуття автономії Галичиною в 1867 р. сполонізовано шкільництво і рештки українського населення.
У міжвоєнний період село належало до Ряшівського повіту Львівського воєводства.
У 1975-1998 роках село належало до Ряшівського воєводства.

## Демографія
Демографічна структура станом на 31 березня 2011 року:
|          | Загалом | Допрацездатний вік | Працездатний вік | Постпрацездатний вік |
| -------- | ------- | ------------------ | ---------------- | -------------------- |
| Чоловіки | 470     | 111                | 299              | 60                   |
| Жінки    | 416     | 69                 | 236              | 111                  |
| Разом    | 886     | 180                | 535              | 171                  |